# John Foster Dulles
John Foster Dulles (født 25. februar 1888, død 24. maj 1959) var USA's udenrigsminister under præsident Dwight D. Eisenhower fra 1953 til 1959. Han var en markant person under den kolde krig og talte for en aggressiv politik mod kommunisme i hele verden. Han støttede Frankrig i dets kamp mod Vieth Minh i den 1. indokinesiske krig. Han blev kendt for at nægte at give den kinesiske udenrigsminister Zhou Enlai hånden ved Geneve Konferencen i 1954.
Både hans bedstefar, John W. Foster, og hans onkel, Robert Lansing, havde været udenrigsministre før ham. Han var også storebror til Allen Welsh Dulles, som var direktør for CIA under Eisenhower.

## Virke som udenrigsminister
Som udenrigsminister brugte Dulles meget tid på at opbygge NATO som en del af sin strategi om at kontrollere den sovjetiske ekspansion ved at true med massiv gengældelse i tilfælde af krig. I 1950 var han med til at lave ANZUS traktaten, der var en alliance mellem USA, Australien og New Zealand. I marts 1953 bad han CIA udarbejde planer for at vælte Irans premierminister Mohammed Mossadeq. Dette ledte direkte til statskuppet via Operation Ajax, der støttede Mohammad Reza Pahlavi, shahen af Iran.
Dulles stod også bag den sydøstasiatiske traktatorganisation, SEATO, der blev skabt i 1954. Traktaten, der blev underskrevet af repræsentanter for USA, Australien, Storbritannien, Frankrig, New Zealand, Pakistan, Filippinerne og Thailand, var en forpligtelse til at stå sammen mod aggression. Samme år var han via sin bror, Allen Dulles, der sad i bestyrelsen i United Fruit Company, der var baseret i Guatemala, indblandet i den CIA operation Operation PBSUCCESS, der væltede Guatemalas demokratisk valgte regering under Jacobo Arbenz Guzman.
Dulles var en af pionererne mht politikken om gensidigt sikret ødelæggelse (engelsk: Mutually Assured Destruction (MAD)), og Brinkmanship. I en artikel i Life magazine definerede Dulles sin Brinkmanship politik: "evnen til at gå helt til grænsen uden at komme i krig er den nødvendige kunst." Hans kritikere mente, at han skadede relationerne med de kommunistiske lande og var med til at fremme den kolde krig.
Dulles fornærmede lederne af flere neutrale lande, da han i en tale 9. juni 1956 udtalte, at: "neutralitet er i stigende grad blevet forældet og, med undtagelse af meget exceptionelle omstændigheder, er det et amoralsk og kortsynet koncept." Dette var naturligvis en hentydning til det møde (Bandung-konferencen), som de alliancefrie lande havde holdt året før.
I 1956 var Dulles kraftigt imod den engelske og franske invasion af Suezkanalen i Egypten. Men i 1958 var han imod den egyptiske præsident Gamal Abdel Nasser og forhindrede, at denne modtog våben fra USA. Denne politik gav tilsyneladende bagslag, idet Sovjetunionen fik indflydelse i Mellemøsten.